# Conjunto Arquitetônico do Instituto Lauro Sodré
O Conjunto Arquitetônico do Instituto Lauro Sodré é um conjunto de edificações na cidade brasileira de Belém (estado do Pará). Por sua importância histórico-cultural, o conjunto foi tombado como patrimônio cultural do estado do Pará, pelo Departamento de Patrimônio Histórico Artístico e Cultural do Estado do Pará (DPHAC), em 1982. Atualmente esta edificação abriga o Tribunal de Justiça do Pará.
Em 2019, foi contratado o serviço de restauro dos bens do Instituto.

## História
A República Brasileira foi construída algumas décadas antes de sua efetiva proclamação, através das ideias político-culturais europeus propagadas pela elite, com o opbjetivo de civilizar o país e modernizá-lo para acompanhar o crescente capitalismo industrial. Para transmitir os preceitos de progresso e civilização aos cidadãos, a instrução pública tornou-se prioridade do Novo Regime (o Republicano), assim o espaço físico das instituições da instrução pública passaram a ser símbolo de consolidação da Republica.
No Pará, essas transformações mesclaram-se com a prosperidade econômica (da atividade gomífera) e com a reestruturação urbana de Belém sob moldes europeus, caracterizada pela renovação estética e higienista, baseado nos padrões político-culturais franceses. As primeiras iniciativas republicanas no governo provisório do Pará (1889-1891) foram lideradas pelo então governador Justo Chermont, que teve José Veríssimo como o diretor da Instrução Pública do Pará (1891), que iniciou o auge das construções escolares no Pará durante o apogeu econômico da borracha na região (1879-1912).
Ocorreu a criação de grupos escolares; encomenda e confecção de mobília e material escolar e; instalação dos grupos e institutos escolares em prédios alugados ou construídos para a finalidade pedagógica. Um dos alvos da renovação educacional propagada pela onda republicana brasileira foi o Instituto Paraense de Educandos Artífices (ou apens Instituto dos Educandos, junto com o Novo Collegio Nossa Senhora do Amparo / Gentil Bitencourt), que oferecia educação teórico-prática de ensino primário e profissionalizante à meninos em situação de extrema pobreza (como carpintaria e metalurgia).
A instituição funcionava em uma chácara na então Estrada de Nazareth (ou Estrada da Independência), em 1893 foi ancunciado que mudaria de local e teria um novo prédio que o abrigaria. Assim em 04 de julho de 1894 foram iniciadas as obras durante o governo de Lauro Sodré, que foram concluídas no governo de Paes de Carvalho (1899), assim o instituto passou a funcionar em setembro de 1899 no complexo do Marco da Légua, que estava em construção na então Estrada de Bragança na capital paraense, sendo renomeado como Instituto Lauro Sodré (homenagem ao governador antecessor).

## Arquitetura
Em 1899 a nova edificação possui dois andares, projetada e construída para abrigar a reformulada instituição de ensino, tinha 93 metros de frente por 88 metros de largura. Possuia dois pátios centrais com função recreativa também serviam para ordenar a disposição dos vários dormitórios, refeitórios e do salão de estudos que compunham a edificação; além disso, provinham luminosidade e ventilação para a salutabilidade dos ambientes internos da edificação.
Dentre os materiais utilizados para a construção da edificação e suas características arquitetônicas, pode-se citar:
- amplas escadarias de cantaria na entrada principal;
- escadaria interna de mármore;
- grandes janelas com vidro; e
- salas de aula com assoalho em madeira.

Nas salas de aula, carteiras individuais com base de ferro fixadas ao chão por parafusos eram distribuídas em fileiras; e as mesas possuíam tamanhos variados, segundo a necessidade do ofício aprendido naquela sala (por exemplo, as mesas da sala de desenho eram as de maior dimensão).
No início dos anos 1900, Augusto Montenegro equipou as oficinas do Instituto com maquinário para o ensino profissionalizante e, consequentemente, o aumento da produtividade dos alunos. Assim, foi possível produzir itens (desde mobiliário, como bancas para professores e armários, até encadernações e brochuras) para as escolas públicas do estado.
Em 19 de julho de 2019, foi publicado contrato de prestação de serviços para o restauro dos bens integrados do conjunto tombado.

## Tombamento
O Conjunto Arquitetônico do Instituto Lauro Sodré foi tombado como patrimônio cultural do estado do Pará, pelo DPHAC, em 01 de novembro de 1982.